# Литвиненко, Леонид Михайлович
Леонид Михайлович Литвиненко (1921—1983) — украинский советский химик, академик АН УССР.

## Биография
Родился 12 января 1921 г. в г. Таганроге.
Умер 26 октября 1983 г. в г. Донецке.
В 1939 г. поступил в Ленинградский индустриальный институт.
В 1941 г. был призван в действующую армию, получил тяжелое ранение на фронте и был демобилизован.
В 1942 г. вступает в Украинский объединенный университет (г. Харьков), химический факультет которого окончил в 1947 г. 1947-1950 г. — аспирант Харьковского государственного университета по специальности «Органическая химия». Кандидат (1951), доктор (1962) химических наук, профессор (1962 г). С 1950 г. — ассистент, доцент (1952 — 1959), заведующий кафедрой (1959—1965) органического катализа и кинетики ХГУ. В 1964 г. Литвиненко Л. М., по поручению Президиума АН УССР, приступил к организации химического института АН УССР в г. Донецке. Сначала — это сектор химии при физико-техническом институте АН УССР, затем — Донецкое отделение физико-органической химии Института физической химии им. Л. В. Писаржевского АН УССР, и с 1975 г. — Институт физико-органической химии и углехимии АН УССР, которому после смерти Леонида Михайловича дано его имя.
В 1965 г. Литвиненко Л. М. назначен первым ректором университета, образованного в Донецке на базе пединститута. В этом же году его избирают действительным членом АН УССР. Л. М. Литвиненко был первым председателем Донецкого научного центра АН УССР В 1965 г. Литвиненко Л. М. открывает и возглавляет (1965—1968 г.) кафедру органической химии, профессором которой он оставался до конца своей жизни.
Основные научные работы посвящены изучению структуры и реакционной способности органических соединений, механизмов химических реакций и органического катализа. Открыл явление повышенной проводимости электронных эффектов в органических молекулах — положительный местный эффект (1954). Изучал кинетику и механизм реакций нуклеофильного замещения у ненасыщенных атомов углерода, серы, фосфора. Выяснил механизм действия органических катализаторов в процессах ацильного переноса, в том числе особенности нуклеофильного катализа в неводной среде, сформулировал закономерности бифункционального катализа, открыл кислонуклеофильный и фотоиндукционный катализ.